# Harry Lloyd

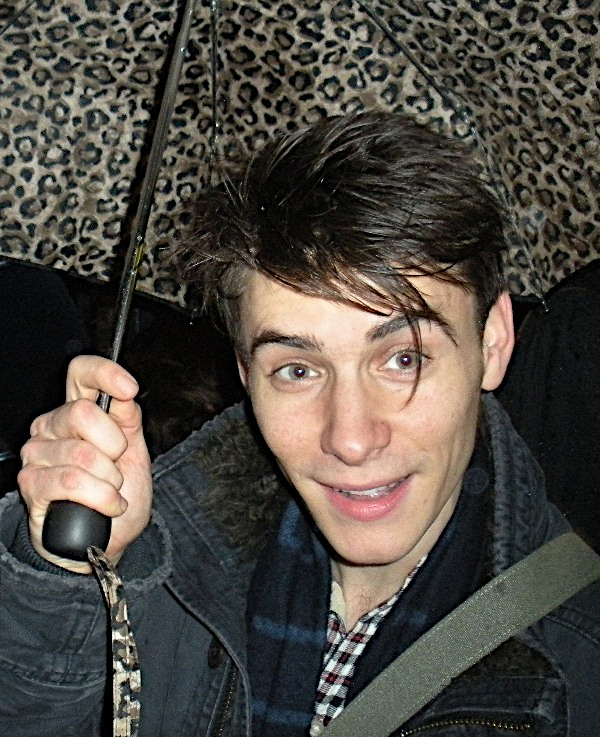
Harry Lloyd (2010)

Harry Lloyd  (* 17. November 1983 in London, England) ist ein britischer Schauspieler.

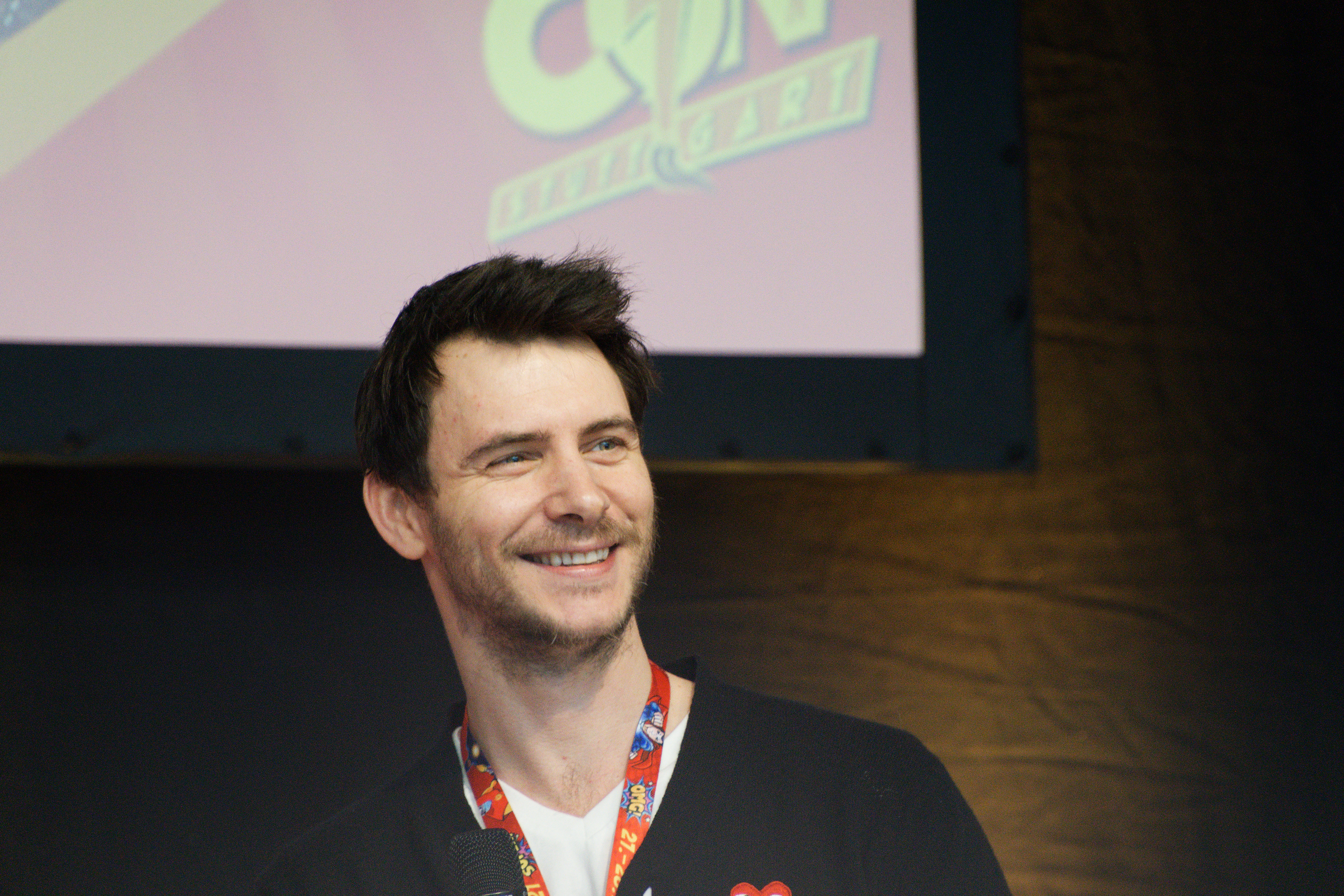
Harry Lloyd auf der Comic Con Germany 2023 in Stuttgart

## Leben
Harry Lloyd wurde in London geboren und ist mütterlicherseits ein direkter Nachfahre des Schriftstellers Charles Dickens (seine Mutter Marion ist Dickens’ Ur-Urenkelin). Sein Vater Jonathan Lloyd ist der Leiter einer Buchagentur. 
Lloyd besuchte das Eton College und hatte schon mit 16 Jahren seine erste Filmrolle in BBCs Dickens-Verfilmung David Copperfield als junger James Steerforth. Später studierte er am Christ Church in Oxford Englisch und schloss sich während seiner Zeit dort der Theatergruppe Oxford University Drama Society an, mit welcher er in einer Reihe von Bühnenstücken auftrat. 2005 verließ er Oxford mit einem zweiten Grad.
Seither ist Lloyd als aktiver Fernsehschauspieler tätig und trat in einer Reihe von Fernsehserien auf. Dazu zählen unter anderem Doctor Who und die Sitcom Genie in the House. 2006 spielte er über längeren Zeitraum in der BBC-Serie Robin Hood die Rolle des Will Scarlett. 2011 wurde er dann für die aufwändige Fantasyserie Game of Thrones besetzt, in welcher er in der ersten Staffel die Rolle des Viserys Targaryen spielte. Im selben Jahr hatte er auch Rollen in den Filmen Jane Eyre und Die Eiserne Lady.

## Filmografie (Auswahl)
- 1999: David Copperfield (Fernsehfilm)
- 2002: Goodbye, Mr. Chips (Fernsehfilm)
- 2005: M.I.T. Murde Investigation Team (Fernsehserie, eine Episode)
- 2005: The Bill (Fernsehserie, eine Episode)
- 2006: Holby City (Fernsehserie, eine Episode)
- 2006: Vital Signs (Fernsehserie, fünf Episoden)
- 2006: Genie in the House (Fernsehserie, eine Episode)
- 2006–2007: Robin Hood (Fernsehserie, 26 Episoden)
- 2007: Doctor Who (Fernsehserie, 2 Episoden)
- 2008: Heroes and Villains (Fernsehserie, eine Episode)
- 2008: The Devil’s Whore (Fernsehserie, eine Episode)
- 2009: Lewis – Der Oxford Krimi (Lewis, Fernsehserie, Episode 3x04)
- 2009: Oscar & Jim (Kurzfilm)
- 2009: Taking the Flak (Fernsehserie, 5 Episoden)
- 2011: The Half-Light (Kurzfilm)
- 2011: Jane Eyre
- 2011: Große Erwartungen (Great Expectations)
- 2011: Die Eiserne Lady (The Iron Lady)
- 2011: Game of Thrones (Fernsehserie, 5 Episoden)
- 2012: The Fear (Miniserie, Episoden 1x01–1x04)
- 2014: Die Entdeckung der Unendlichkeit (The Theory of Everything)
- 2014: The Riot Club
- 2014–2015: Manhattan (Fernsehserie, 23 Episoden)
- 2015: Wölfe (Wolf Hall, Fernsehserie, 3 Episoden)
- 2015: The Show
- 2016: Marcella (Fernsehserie)
- 2016: Operation Anthropoid (Antropid)
- 2017: Die Frau des Nobelpreisträgers (The Wife)
- 2017–2019: Counterpart (Fernsehserie, 18 Folgen)
- 2019: Legion (Fernsehserie, 3 Episoden)
- 2020: Schöne neue Welt (Brave New World, Fernseh-Neunteiler)
- 2021–2024: Arcane (Fernsehserie, Stimme von Viktor)
- 2022: The Lost King
- 2024: Star Wars: The Bad Batch (Fernsehserie, Episode 3x04, Stimme)